# Анна Австрийска (1573 – 1598)
Вижте пояснителната страница за други личности с името Анна Австрийска.
Анна Австрийска или Анна Хабсбуржанка (на немски: Anna von Österreich; на полски: Anna Habsburżanka, * 16 август 1573, Грац; † 10 февруари 1598, Варшава) от род Хабсбурги, е ерцхерцогиня на Австрия и чрез женитба кралица на Полша (1592 – 1598) и велика княгиня на Литва и от 1592 г. кралица на Швеция.

## Живот
Дъщеря е на ерцхерцог Карл II Франц Австрийски (1540 – 1590) и съпругата му принцеса Мария Ана Баварска (1551 – 1608), дъщеря на херцог Албрехт V от Бавария и Анна Австрийска, втората дъщеря на император Фердинанд I.
Омъжва се на 31 май 1592 г. в Краков за Сигизмунд III Васа (1566 – 1632), крал на Полша (1587 – 1632) и на Швеция (1592 – 1599) от династията Васа.
Анна умира при раждането на последното си дете и е погребана в катедралата Вавел в Краков.

## Деца
Анна и Сигизмунд III Васа имат децата:
- Анна Мария (1593 – 1600)
- Катарина (Катажина) (*/† 1594)
- Владислав Зигмунт Васа (1595 – 1648), крал на Полша, руски цар

∞ 1. 1637 ерцхерцогиня Цецилия Рената Австрийска (1611 – 1644)
∞ 2. 1645 принцеса Луиза Мария Гонзага (1611 – 1667)
- Катарина (Катажина) (1596 – 1597)
- Христофер (Кшищоф) (*/† 10 февруари 1598)